# 우디 (토이 스토리)

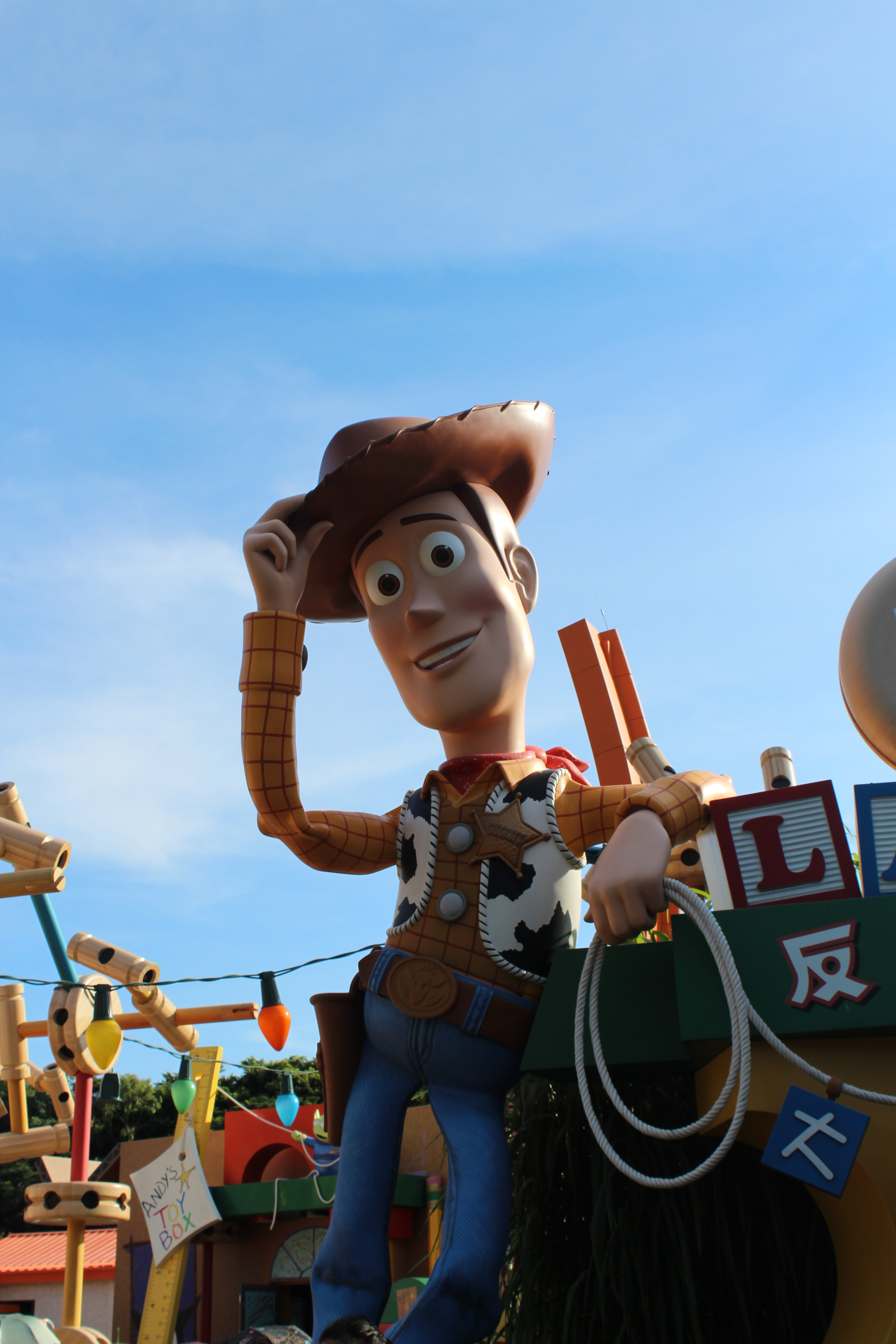
디즈니랜드 홍콩에서의 모습

우디 프라이드(영어: Woody Pride), 간단히 우디(Woody)는 픽사의 《토이 스토리 시리즈》에 등장하는 등장인물이자 주인공이다. 카우보이 인형으로 영화에서 장난감들의 우두머리를 맡고있다. 디즈니의 애니메이터였던 톤 타인의 얼굴을 본따 만들어졌다. 영화에서는 톰 행크스가, 게임과 관련 상품에서는 톰의 동생인 짐 행크스가 성우를 맡았다. 대한민국판 성우는 장세준, 김승준이 맡았다.